# Projekt 671RT Sjomga
Projekt 671RT Sjomga (ryska: Сёмга (atlantlax), NATO-rapporteringsnamn Victor II-klass) är en serie ubåtar tillverkade för Sovjetunionens flotta under 1970-talet. De var en vidareutveckling av Projekt 671 Jorsj.

## Utveckling
Trots att Projekt 671 fick förbättrad ubåtsjaktförmåga var huvudmålet fortfarande fientliga stridsfartyg, i synnerhet hangarfartyg. I takt med att hangarfartygen blev större och eskortfartygens ubåtsjaktförmåga blev bättre krävdes torpeder med större sprängladdning och längre räckvidd för att kunna anfalla starkt skyddade hangarfartyg.
Därför utvecklades varianten Projekt 671RT med två stycken 650 mm torpedtuber och kapacitet att bära sex stycken 650 mm torpeder av typen 65-73 eller 65-76. Dessa torpeder har en fart på 50 knop, en räckvidd på 50 km och en sprängladdning på runt 500 kg. En sådan torped kan sänka ett hangarfartyg och räckvidden gör att ubåten kan avfyra den från relativt säkert avstånd. För att få plats med de större torpederna gjordes ubåten 9 meter längre och ca 0,5 meter bredare, vilket även sänkte maxfarten med en halv knop.
Projekt 671RT fick också bättre elektronik, bland annat stridsledningssystemet Akkord och radiosystemet Molnija. Som första icke-robotbärande ubåt fick de också ULF-mottagaren Paravan för radiosignaler på mycket låg frekvens som kan uppfattas på ner till 160 meters djup.
Den tekniska utformningen godkändes 15 juli 1967 och den första ubåten började byggas i april 1971. Endast sju ubåtar byggdes innan information från den sovjetiske spionen John Anthony Walker avslöjade att även dessa ubåtar utan större svårighet kunde spåras av amerikanska ubåtar. Projektet lades därför på is i väntan på de modernare ubåtsklasserna Sjtjuka och Sjtjuka-B.

## Fartyg i klassen
- K-387 – Påbörjad 2 april 1971. Sjösatt 2 september 1972. Tagen i tjänst 30 december 1972 i norra flottan. Utrustades på försök med två kontraroterande, fembladiga propellrar. Avrustad 1995.
- K-371 – Påbörjad 27 februari 1973. Sjösatt 30 juli 1974. Tagen i tjänst 30 september 1974 i norra flottan. Avrustad 1996.
- K-495 – Påbörjad 28 september 1974. Sjösatt 26 augusti 1975. Tagen i tjänst 31 december 1975 i norra flottan. Genomförde 1978 den dittills längsta ubåtspatrulleringen i Sovjetiska flottan (98 dygn). Avrustad 1993.
- K-513 – Påbörjad 22 juli 1975. Sjösatt 21 augusti 1976. Tagen i tjänst 27 december 1976 i norra flottan. Avrustad 1993.
- K-467 – Påbörjad 19 november 1974. Sjösatt 7 maj 1976. Tagen i tjänst 30 november 1976 i norra flottan. Avrustad 1997.
- K-488 – Påbörjad 15 december 1976. Sjösatt 8 oktober 1977. Tagen i tjänst 29 september 1978 i norra flottan. Avrustad 1993.
- K-517 – Påbörjad 23 mars 1977. Sjösatt 24 augusti 1978. Tagen i tjänst 31 december 1978 i norra flottan. Avrustad 1993.
- K-505 – Påbörjad 1975. Aldrig färdigbyggd.